# 天露山
22°27′59″N 112°14′56″E / 22.46639°N 112.24889°E

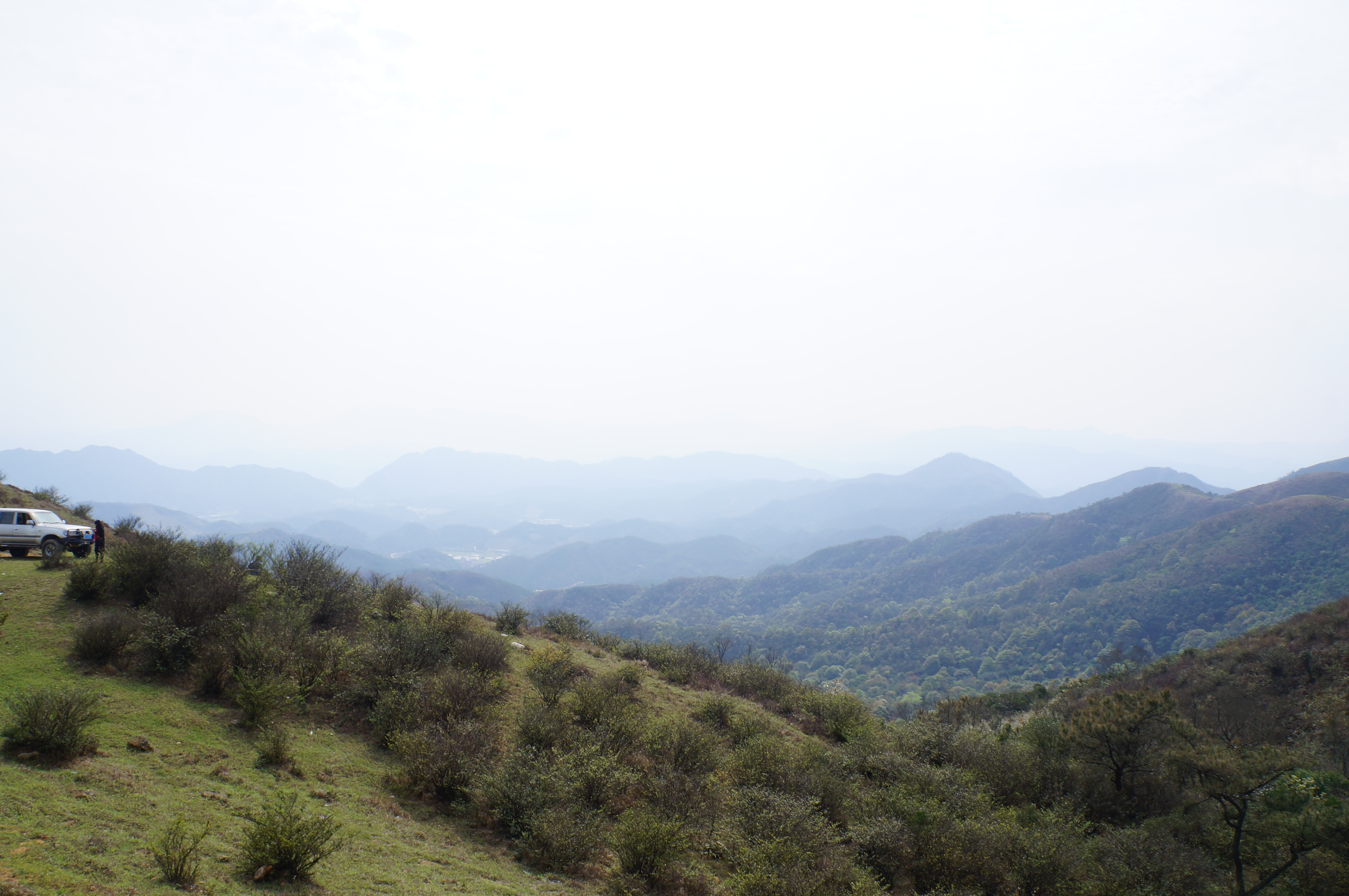
天露山

天露山脉位于广东省中西部，範圍包括新兴县、阳春市、阳东区、恩平市、开平市等五個縣、市、區的交界地帶。主峰天露山海拔1254米，位于云浮市新兴县、江門开平市的交界。发源于天露山的河流主要有新兴江、潭江和漠陽江的部分左岸支流。